# Округ Кас (Северна Дакота)
Округ Кас (енгл. Cass County) је округ у америчкој савезној држави Северна Дакота.

## Демографија
По попису из 2010. године број становника је 149.778, што је 26.64 (21,6%) становника више него 2000. године.
| Група             | 2000.           | 2010.           |
| Белци             | 116.263 (94,4%) | 135.530 (90,5%) |
| Афроамериканци    | 996 (0,8%)      | 3.428 (2,3%)    |
| Азијати           | 1.551 (1,3%)    | 3.532 (2,4%)    |
| Хиспаноамериканци | 1.518 (1,2%)    | 3.015 (2,0%)    |
| Укупно            | 123.138         | 149.778         |